# Campeonato Europeu Júnior de Atletismo de 1987
O Campeonato Europeu Júnior de Atletismo de 1987 foi a 9ª edição da competição de atletismo organizada pela Associação Europeia de Atletismo para atletas com menos de vinte anos, classificados como Júnior. O evento foi realizado no Estádio Alexander em Birmingham no Reino Unido, entre 6 e 9 de agosto de 1987.  

## Resultados
Esses foram os resultados do campeonato. 

### Masculino
| Evento                       | Ouro                                                                           | Ouro     | Prata                                                                                   | Prata    | Bronze                                                                                      | Bronze        |
| ---------------------------- | ------------------------------------------------------------------------------ | -------- | --------------------------------------------------------------------------------------- | -------- | ------------------------------------------------------------------------------------------- | ------------- |
| 100 m                        | Jamie Henderson · Reino Unido                                                  | 10.21    | Andrzej Popa · Polónia                                                                  | 10.44    | Sven Matthes · Alemanha Oriental                                                            | 10.47         |
| 200 m                        | Marcus Adam · Reino Unido                                                      | 20.95    | Andrzej Popa · Polónia                                                                  | 21.11    | Jamie Henderson · Reino Unido                                                               | 21.18         |
| 400 m                        | Peter Crampton · Reino Unido                                                   | 46.03    | Tomasz Jędrusik · Polónia                                                               | 46.31    | Tamás Molnár · Hungria                                                                      | 46.68         |
| 800 m                        | Tomás de Teresa · Espanha                                                      | 1:49.37  | António Abrantes · Portugal                                                             | 1:49.74  | Vincent Terrier · França                                                                    | 1:49.85       |
| 1.500 m                      | Gennaro Di Napoli · Itália                                                     | 3:52.10  | Mario Neumann · Alemanha Oriental                                                       | 3:52.85  | Sergey Melnikov · União Soviética                                                           | 3:53.48       |
| 5.000 m                      | Simon Mugglestone · Reino Unido                                                | 14:12.83 | Giuliano Baccani · Itália                                                               | 14:18.39 | Luc Krotwaar · Países Baixos                                                                | 14:20.44      |
| 10.000 m                     | Jens Karrass · Alemanha Oriental                                               | 29:19.38 | Haydar Dogan · Turquia                                                                  | 29:23.45 | Zoltán Káldy · Hungria                                                                      | 29:26.84      |
| 110 m com barreiras          | Tony Jarrett · Reino Unido                                                     | 13.72    | Florian Schwarthoff · Alemanha Ocidental                                                | 13.81    | Paul Gray · Reino Unido                                                                     | 14.16         |
| 400 m com barreiras          | Niklas Wallenlind · Suécia                                                     | 50.65    | Yvon Delrue · Bélgica                                                                   | 50.96    | Stéphane Leger · França                                                                     | 51.37         |
| 3.000 m com obstáculo        | Andreas Fischer · Alemanha Ocidental                                           | 8:54.83  | Vyacheslav Koshelev · União Soviética                                                   | 8:55.93  | Arto Kuusisto · Finlândia                                                                   | 9:02.53       |
| 20 km corrida de estrada     | Zoltán Holba · Hungria                                                         | 1:03:22  | Valery Chesak · União Soviética                                                         | 1:03:39  | Marco Di Lieto · Itália                                                                     | 1:03:57       |
| 10 km marcha atlética        | Giovanni De Benedictis · Itália                                                | 39:44.71 | Valentí Massana · Espanha                                                               | 41:26.51 | German Nieto · Espanha                                                                      | 41:38.29      |
| Revezamento 4 x 100 metros   | Reino Unido · Ray Burke · Tony Jarrett · Jamie Henderson · Marcus Adam         | 40.20    | Alemanha Ocidental · Stephan Schütz · Michael Schwab · Oliver Schmidt · Björn Sinnhuber | 40.21    | Alemanha Oriental · Lars Olbrich · Sven Matthes · Torsten Gratz · Heiko Barthel             | 40.52         |
| Revezamento 4 x 400 metros   | Reino Unido · Richard Hill · Gary Patterson · Gareth Bakewell · Peter Crampton | 3:07.89  | Polónia · Mariusz Rzadzinski · Wojciech Lach · Dariusz Rychter · Tomasz Jędrusik        | 3:08.72  | União Soviética · Nikolay Gritsay · Vadim Zadoynov · Vladimir Lytkin · Vladimir Chubrovskiy | 3:09.55       |
| Salto em altura              | Artur Partyka · Polónia                                                        | 2.19 m   | Joël Vincent · França                                                                   | 2.15 m   | Jarosław Kotewicz · PolóniaAleksandr Khabarov · União Soviética                             | 2.15 m        |
| Salto com vara               | Roman Barabashov · União Soviética                                             | 5.40 m   | Marco Schröder · Alemanha OrientalIstván Bagyula · Hungria                              | 5.30 m   | Não concedido                                                                               | Não concedido |
| Salto em distância           | Vladimir Ochkan · União Soviética                                              | 8.17 m   | Stewart Faulkner · Reino Unido                                                          | 7.67 m   | Milan Gombala · Tchecoslováquia                                                             | 7.63 m        |
| Salto triplo                 | Guido Schumann · Alemanha Oriental                                             | 16.45 m  | Roman Sintelyev · União Soviética                                                       | 16.33 m  | Georges Sainte-Rose · França                                                                | 16.30 m       |
| Arremesso de peso (6 kg)     | Pyotr Pogorelyi · União Soviética                                              | 18.48 m  | Yevgeniy Palchikov · União Soviética                                                    | 18.16 m  | Jonny Reinhardt · Alemanha Oriental                                                         | 18.16 m       |
| Arremesso de disco (1,75 kg) | Sergey Pachin · União Soviética                                                | 59.96 m  | Vyacheslav Demakov · União Soviética                                                    | 56.58 m  | Gunnar Minstedt · Alemanha Oriental                                                         | 55.84 m       |
| Lançamento de martelo        | Jörn Hübner · Alemanha Oriental                                                | 72.10 m  | Oleksandr Krykun · União Soviética                                                      | 70.92 m  | Claus Dethloff · Alemanha Ocidental                                                         | 69.30 m       |
| Arremesso de dardo (6 kg)    | Steve Backley · Reino Unido                                                    | 75.14 m  | Vladimir Sasimovich · União Soviética                                                   | 73.24 m  | Raymond Hecht · Alemanha Oriental                                                           | 72.78 m       |
| Decatlo                      | Patrick Eseimokumoh · Alemanha Oriental                                        | 7614 pts | Roman Frolov · União Soviética                                                          | 7389 pts | Barry Walsh · Irlanda                                                                       | 7336 pts      |

### Feminino
| Evento                       | Ouro                                                                                   | Ouro     | Prata                                                                                         | Prata    | Bronze                                                                        | Bronze   |
| ---------------------------- | -------------------------------------------------------------------------------------- | -------- | --------------------------------------------------------------------------------------------- | -------- | ----------------------------------------------------------------------------- | -------- |
| 100 m                        | Diana Dietz · Alemanha Oriental                                                        | 11.39    | Tamaris Fiebig · Alemanha Oriental                                                            | 11.51    | Odiah Sidibé · França                                                         | 11.66    |
| 200 m                        | Diana Dietz · Alemanha Oriental                                                        | 23.18    | Oksana Kovalyova · União Soviética                                                            | 23.51    | Tamaris Fiebig · Alemanha Oriental                                            | 23.80    |
| 400 m                        | Uta Rohländer · Alemanha Oriental                                                      | 52.46    | Stefanie Fabert · Alemanha Oriental                                                           | 52.90    | Linda Kisabaka · Alemanha Ocidental                                           | 53.89    |
| 800 m                        | Birte Bruhns · Alemanha Oriental                                                       | 2:00.56  | Catalina Gheorghiu · Roménia                                                                  | 2:01.33  | Daniele Steinecke · Alemanha Oriental                                         | 2:02.08  |
| 1.500 m                      | Snežana Pajkić · Iugoslávia                                                            | 4:16.09  | Simona Staicu · Roménia                                                                       | 4:16.69  | Olga Nazarkina · União Soviética                                              | 4:18.61  |
| 3.000 m                      | Fernanda Ribeiro · Portugal                                                            | 8:56.33  | Doina Calenic · Roménia                                                                       | 9:06.14  | Doina Homneac · Roménia                                                       | 9:11.30  |
| 10.000 m                     | Birgit Jerschabek · Alemanha Oriental                                                  | 33:44.37 | Larisa Alekseyeva · União Soviética                                                           | 33:54.59 | Anzhela Shumeyko · União Soviética                                            | 34:43.37 |
| 100 m com barreiras          | Birgit Wolf · Alemanha Ocidental                                                       | 13.34    | Anne Espetvedt · Noruega                                                                      | 13.39    | Helena Fernström · Suécia                                                     | 13.52    |
| 400 m com barreiras          | Silvia Rieger · Alemanha Ocidental                                                     | 57.44    | Ann Maenhout · Bélgica                                                                        | 57.47    | Irena Dominc · Iugoslávia                                                     | 58.11    |
| 5 km marcha atlética         | Oksana Shchastnaya · União Soviética                                                   | 21:30.92 | Mari Cruz Díaz · Espanha                                                                      | 21:36.92 | Kathrin Born · Alemanha Oriental                                              | 22:01.25 |
| Revezamento 4 x 100 metros   | Alemanha Oriental · Tamaris Fiebig · Diana Dietz · Katrin Henke · Katrin Krabbe        | 44.62    | União Soviética · Lyudmila Lapshina · Svetlana Doronina · Natalya Bulatova · Oksana Kovalyova | 44.80    | França · Anne Leseur · Cécile Peyre · Elsa Devassoigne · Odiah Sidibé         | 45.66    |
| Revezamento 4 x 400 metros   | Alemanha Oriental · Stefanie Fabert · Daniele Steinecke · Birte Bruhns · Uta Rohländer | 3:32.17  | Alemanha Ocidental · Jessica Kawohl · Ruth Scheppan · Silvia Rieger · Linda Kisabaka          | 3:38.49  | Reino Unido · Jillian Reynolds · Tracy Goddard · Nicki Lamb · Jayne Heathcote | 3:39.84  |
| Salto em altura              | Karen Scholz · Alemanha Oriental                                                       | 1.88 m   | Alina Astafei · Roménia                                                                       | 1.88 m   | Heike Balck · Alemanha OrientalYelena Yelesina · União Soviética              | 1.84 m   |
| Salto em distância           | Fiona May · Reino Unido                                                                | 6.64 m   | Mirela Belu · Roménia                                                                         | 6.44 m   | Susen Tiedtke · Alemanha Oriental                                             | 6.39 m   |
| Arremesso de peso (6 kg)     | Ilke Wyludda · Alemanha Oriental                                                       | 19.45 m  | Ines Wittich · Alemanha Oriental                                                              | 19.34 m  | Svetlana Krivelyova · União Soviética                                         | 16.64 m  |
| Arremesso de disco (1,75 kg) | Ilke Wyludda · Alemanha Oriental                                                       | 70.58 m  | Astrid Kumbernuss · Alemanha Oriental                                                         | 63.56 m  | Anzhela Baralyuk · União Soviética                                            | 54.64 m  |
| Lançamento de dardo          | Anja Reiter · Alemanha Oriental                                                        | 64.88 m  | Malgorzata Kielczewska · Polónia                                                              | 58.40 m  | Karen Forkel · Alemanha Oriental                                              | 57.00 m  |
| Heptatlo                     | Peggy Beer · Alemanha Oriental                                                         | 6068 pts | Yelena Petushkova · União Soviética                                                           | 5750 pts | Christiane Scharf · Alemanha Ocidental                                        | 5689 pts |

## Quadro de medalhas
| Ordem | País               | Medalha de ouro | Medalha de prata | Medalha de bronze | Total |
| ----- | ------------------ | --------------- | ---------------- | ----------------- | ----- |
| 1     | Alemanha Oriental  | 16              | 6                | 11                | 33    |
| 2     | Reino Unido        | 9               | 1                | 3                 | 13    |
| 3     | União Soviética    | 5               | 12               | 8                 | 25    |
| 4     | Alemanha Ocidental | 3               | 3                | 3                 | 9     |
| 5     | Itália             | 2               | 1                | 1                 | 4     |
| 6     | Polónia            | 1               | 5                | 1                 | 7     |
| 7     | Espanha            | 1               | 2                | 1                 | 4     |
| 8     | Hungria            | 1               | 1                | 2                 | 4     |
| 9     | Portugal           | 1               | 1                | 0                 | 2     |
| 10=   | Iugoslávia         | 1               | 0                | 1                 | 2     |
| 10=   | Suécia             | 1               | 0                | 1                 | 2     |
| 12    | Roménia            | 0               | 5                | 1                 | 6     |
| 13    | França             | 0               | 1                | 5                 | 6     |
| 14    | Bélgica            | 0               | 2                | 0                 | 2     |
| 15=   | Noruega            | 0               | 1                | 0                 | 1     |
| 15=   | Turquia            | 0               | 1                | 0                 | 1     |
| 17=   | Tchecoslováquia    | 0               | 0                | 1                 | 1     |
| 17=   | Finlândia          | 0               | 0                | 1                 | 1     |
| 17=   | Irlanda            | 0               | 0                | 1                 | 1     |
| 17=   | Países Baixos      | 0               | 0                | 1                 | 1     |